# Malamente (Tedua)
Malamente è un brano musicale del rapper italiano Tedua, seconda traccia del suo terzo album in studio La Divina Commedia, pubblicato il 2 giugno 2023.

## Descrizione
Si tratta del seguito di Sangue misto, brano musicale del 2018 contenuto nell'album Mowgli. 

## Classifiche

### Classifiche settimanali
| Classifica (2023) | Posizione massima |
| ----------------- | ----------------- |
| Italia            | 2                 |

### Classifiche di fine anno
| Classifica (2023) | Posizione |
| ----------------- | --------- |
| Italia            | 69        |